# Lars Krisch
Lars Krisch (* 5. August 1974) ist ein ehemaliger deutscher Ruderer und jetziger Ruder-Trainer.
Er lernte das Rudern beim Dresdner Ruder-Club 1902, wo er heute als Trainer tätig ist. 1996 wurde er Deutscher Meister  im Zweier mit Steuermann mit Klaus Ploke und Steuermann Guido Groß. Bei den Ruder-Weltmeisterschaften 2000 in Zagreb (Kroatien) gewann er im Vierer mit Steuermann in der Mannschaft mit Lars Erdmann, Wolfram Huhn, Andreas Werner und Steuermann Jörg Dederding die Bronzemedaille. 2001 wurde er mit Stefan Heinze und Steuermann Axel Beutelmann erneut Deutscher Meister im „Zweier mit“. Im Jahr 2002 konnte er mit Andreas Werner und Steuermann Claus Müller-Gatermann Silber bei den Deutschen Meisterschaften erringen. Zudem erreichte er im selben Jahr und in gleicher Besetzung mit einem Weltmeistertitel bei den Ruder-Weltmeisterschaften im spanischen Sevilla den Höhepunkt seiner Karriere.
Zum Ende seiner aktiven Laufbahn stieg er 2009 mit dem Ruder-Club in die Ruder-Bundesliga ein. Nachdem er zunächst noch als Teamcaptain fungierte, wechselte er in die Trainerfunktion.
Hauptberuflich ist Lars Krisch Polizeibeamter.

## Internationale Erfolge
- 2000: 3. Platz bei den Weltmeisterschaften im Vierer mit Steuermann
- 2002: 1. Platz bei den Weltmeisterschaften im Zweier mit Steuermann